# Lorelei

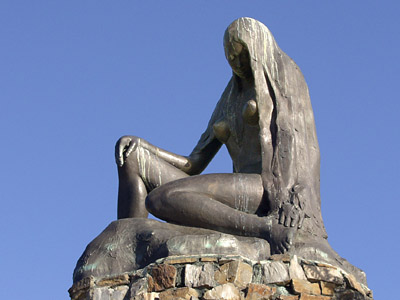
Monumento a Lorelei, no alto do rochedo, às margens do Reno

Lorelei (ou Loreley) é um rochedo localizado junto ao rio Reno, próximo da cidade de Sankt Goarshausen, no estado alemão de Renânia-Palatinado, elevando-se a 120 metros acima do nível do rio. O nome provém de lendas germânicas sobre ninfas que viviam nas águas. O rochedo Lorelei situa-se na parte mais estreita do Reno entre a Suíça e o mar do Norte, e é o acidente geográfico mais conhecido do Vale do Alto Médio Reno, uma secção com 65 km do rio entre Coblença e Bingen que foi incluída em 2002 na lista de Património Mundial da UNESCO.
Secções cobertas de pedras, salientes, e partes com águas pouco profundas, combinados com uma corrente, fazem deste um lugar perigoso. O Reno é um importante fluxo de água, e com o passar dos séculos, numerosos marinheiros, especialmente os desprevenidos, perderam suas vidas neste local.
Este rochedo está associado a diversas lendas originárias do folclore alemão. Clemens Brentano, em 1801, escreveu a história "Lore Lay" (cf. Werner Bellmann, Brentanos Lore Lay-Ballade und der antike Echo-Mythos, en: Detlev Lüders (Ed.), Clemens Brentano. Beiträge des Kolloquiums im Freien Deutschen Hochstift 1978, Tübingen 1980) que logo foi convertida em um poema por Heinrich Heine. Heine e outros poetas utilizaram a palavra "Lorelei".
Em 1801, o autor alemão Clemens Brentano compôs sua balada Zu Bacharach am Rheine como parte de uma continuação fragmentária de seu romance Godwi oder Das steinerne Bild der Mutter. Primeiro contou a história de uma mulher encantadora associada à rocha. No poema, a bela Lore Lay, traída por seu amor, é acusada de enfeitiçar os homens e causar a morte deles. Em vez de condená-la à morte, o bispo a consigna a um convento. No caminho até lá, acompanhado por três cavaleiros, ela chega à rocha de Lorelei. Ela pede permissão para subir e ver o Reno mais uma vez. Ela faz isso e pensando que ela vê seu amor no Reno, cai para a morte; a rocha ainda retinha um eco de seu nome depois. Brentano tinha se inspirado no Ovídio e no mito da Echo.
Em 1824, Heinrich Heine aproveitou e adaptou o tema de Brentano em um de seus poemas mais famosos, "Die Lorelei". Ele descreve a mulher de mesmo nome como uma espécie de sereia que, sentada no penhasco acima do Reno e penteando seus cabelos dourados, inconscientemente distraiu os marinheiros com sua beleza e música, fazendo-os colidir com as pedras. . Em 1837, as letras de Heine foram musicadas por Friedrich Silcher na canção de arte "Lorelei" que se tornou bem conhecido em países de língua alemã. Uma definição por Franz Liszt também foi favorecida e dezenas de outros músicos colocaram o poema em música.

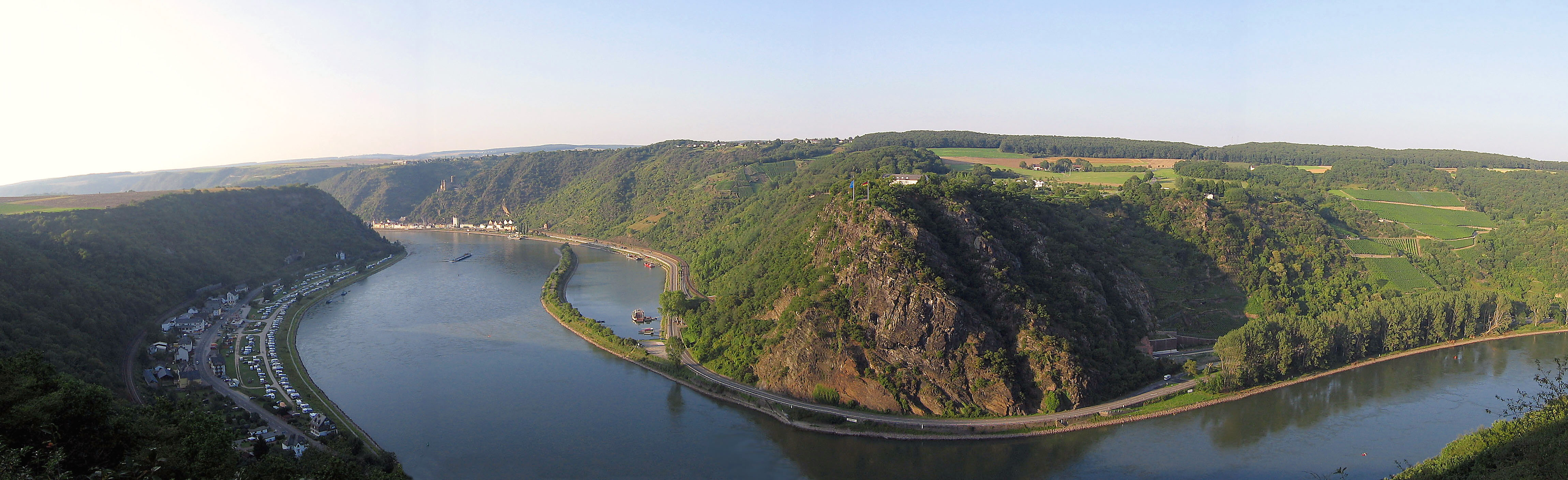
O rochedo de Lorelei junto ao Reno